# Weintrauboa yunnan
Weintrauboa yunnan är en spindelart som beskrevs av Yang, Zhu och Song 2006. Weintrauboa yunnan ingår i släktet Weintrauboa och familjen Pimoidae. Inga underarter finns listade i Catalogue of Life.